# Otto Kimmig
Otto Kimmig (* 20. April 1858 in Tiengen (Hochrhein); † 17. Dezember 1913 in Bad Peterstal) war ein deutscher Lehrer, klassischer Philologe, Schriftsteller, Lyriker und Aphoristiker.

## Leben
Ab 1864 besuche Volksschule in Königsfeld/Schwarzwald und von 1869 bis 1878 Gymnasien in Konstanz, Karlsruhe und Freiburg. Er studierte ab 1878 in Freiburg (ein Semester) und Heidelberg (sieben Semester). Nach der Promotion 1882 zum Dr. phil. über Cicero und der Staatsprüfung war er Lehramtspraktikant am Gymnasium Freiburg. Ab 1889 lehrte er am Gymnasium Konstanz, wo er zeitweise Deutschlehrer von Martin Heidegger war. Auch unterrichtete er dort Stenographie. Seit 1907 war er Direktor ebenda. 1912 trat er wegen Krankheit in Ruhestand.
Kimmig war ein Verehrer Lessings und Verfechter des Toleranzideals. Er verwendete in seinen Schriften teils die Pseudonyme Kürenberg und Peter Sirius.

## Schriften (Auswahl)
- Götter, Lumpen und Recensenten. Wahrheit und Dichtung; ein harmloses Zeitbild durche eine scharf geschliffene Brille gesehen und in einem Aufzuge dargestellt. (Dramat. Satire unter dem Pseudonym Kürenberg), Mannheim 1879 swb.boss.bsz-bw.de
- De Sestianae Ciceronianae interpolationibus. Diss. Freiburg 1882 mdz-nbn-resolving.de archive.org
- Erzählungen des Münsterturms. Ein Märchenbuch für erwachsene Kinder, Freiburg 1884 swb.boss.bsz-bw.de
- Lieder des Peter Sirius, Freiburg 1885
- Das Universitätsfest der Stadt Freiburg i. Br. gegeben ihrer Alberto Ludoviciana am 6./7. Juni 1885, Freiburg 1885, OCLC 1515055294.
- Die Festlichkeiten z. Feier des Einzugs ... des Erbgroßherzogs Friedrich u. d. Erbgroßherzogin Hilda von Baden in Freiburg im Breisgau 7. bis 14. Dezember 1885. Denkschrift, Freiburg 1885
- Kennst du das Land? Wander- und Wundertage in Italien und Sicilien, München 1896 und Leipzig/Zürich 1897
- Tausend und Ein Gedanken, München 1899
- Eine Liebe [Gedichte], Karlsruhe 1904
- Drei Schillerreden gehalten bei öffentlichen Konstanzer Gedächtnisfeiern des Dichters und dem Festakt des Gymnasiums von Mitgliedern des Kollegiums. (I. Ansprache des Professors Dr. W. Martens bei der städtischen Feier der Pflanzung einer Schillerlinde am 7. Mai 1905. II. Rede des Professors F. K. Demoll beim Festakt des Gymnasiums am 8. Mai 1905. III. Rede des Professors Dr. O. Kimmig bei der vom Verwaltungsrat der Wessenbergdenkmalstiftung veranstalteten öffentlichen Feier in der städtischen Turnhalle am 8. Mai 1905). Konstanz 1905 nbn-resolving.org
- Glocken und Saiten. Ein lyrisches Buch, Karlsruhe o. J. [1906], OCLC 1072689341.